# آبي بيلي
آبي بيلي (6 نوفمبر 1864 في جنوب أفريقيا - 10 أغسطس 1940 في جنوب أفريقيا) (بالإنجليزية: Abe Bailey)‏ هو لاعب كريكت جنوب أفريقي.

## وصلات خارجية
- آبي بيلي على موقع إي آس بي آن كريك إنفو (الإنجليزية)